# Attero Dominatus
Attero Dominatus är det andra albumet från det svenska metalbandet Sabaton. Albumet släpptes 2006. Namnet är menat att betyda "krossa tyrannin", men är grammatiskt felaktigt och betyder i den här formen "Jag tyranniet, krossar".
Albumet är en fortsättning på bandets andra album Primo Victoria och har också krig som tema. Attero Dominatus skulle enligt bandet ha släppts samtidigt som Primo Victoria, men deras bolag Black Lodge ändrade på planerna. Den låg som bäst på 16:e plats på den svenska topplistan. 
Sångaren Joakim Brodén har skrivit alla sånger, men på "Attero Dominatus", "We Burn" och "Back in Control" har basisten Pär Sundström hjälpt till med texten. Detta album är också keyboardisten Daniel Mÿhrs första album, innan har Joakim Brodén spelat keyboards. På låten "Metal Crüe" gör Christian Eriksson från bandet Skyride de höga tonarterna i början och i slutet av sången. Det gjordes även en video för låten "Attero Dominatus".

## Låtlista
1. "Attero Dominatus" - 3:43 - handlar om Slaget om Berlin.
2. "Nuclear Attack" - 4:10 - handlar om kärnvapnen som användes mot Japan under andra världskriget.
3. "Rise of Evil" - 8:19 - handlar om Adolf Hitler och Tredje riket.
4. "In the Name of God" - 04:06 - handlar om kriget mot al-Qaida och självmordsbombare.
5. "We Burn" - 2:55 - handlar om folkmorden på Balkan.
6. "Angels Calling" - 5:57 - handlar om första världskriget.
7. "Back in Control" - 3:14 - handlar om Falklandskriget.
8. "A Light in the Black" - 4:52 - handlar om FN:s insatstrupper.
9. "Metal Crüe" - 3:42 - en låt helt uppbyggd med kända hårdrocksbandsnamn som Venom, Accept, Motörhead, Mötley Crüe, etc.

## Banduppsättning
- Joakim Brodén - sång
- Pär Sundström - bas
- Rickard Sundén - gitarr
- Oskar Montelius - gitarr
- Daniel Mullback - trummor
- Daniel Mÿhr - keyboards